# Câu lạc bộ xã hội

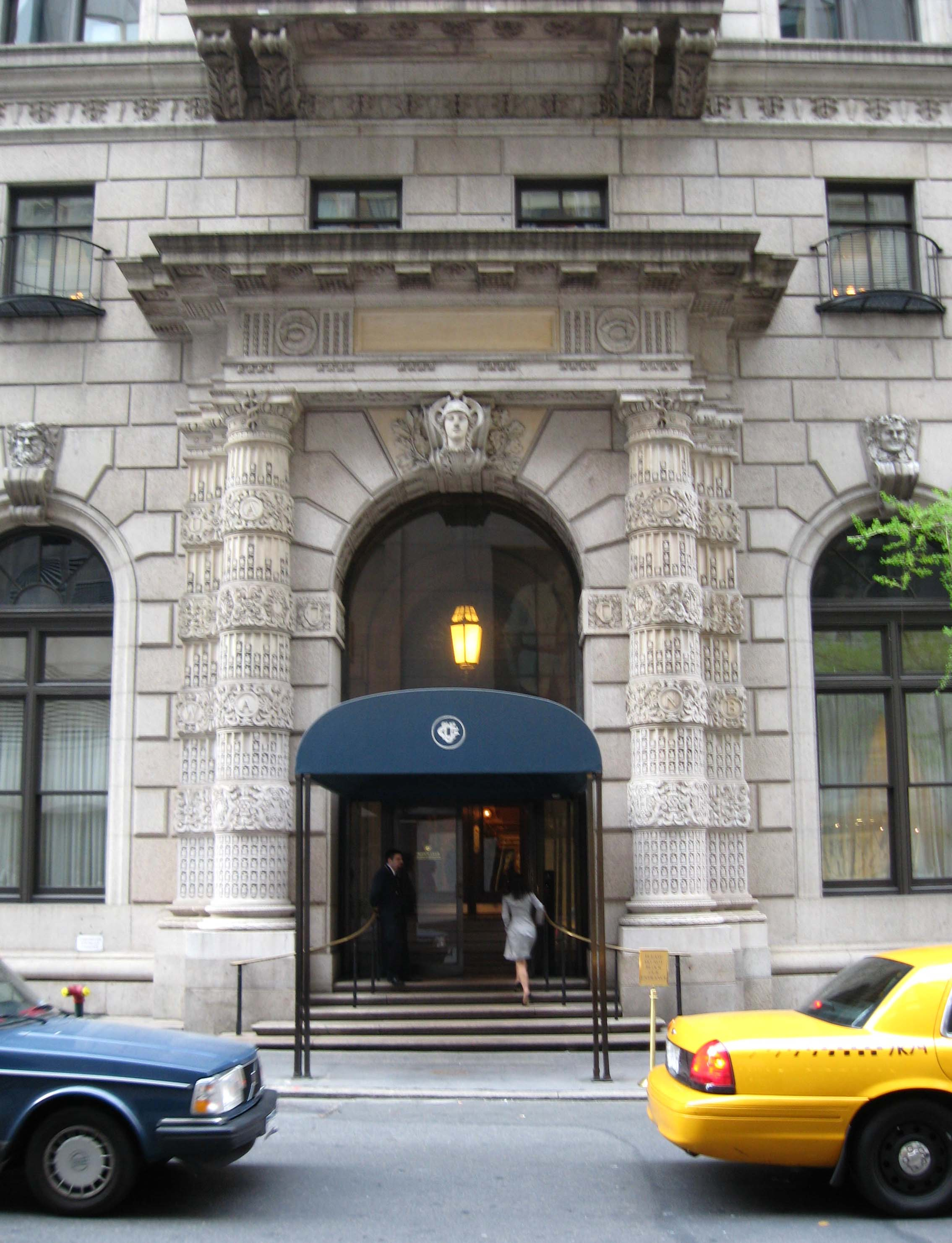
Một câu lạc bộ xã hội

Câu lạc bộ xã hội (tiếng Anh: Social Club) là tổ chức thành viên chủ yếu được hỗ trợ bởi quỹ do thành viên của câu lạc bộ chi trả. Cũng theo Từ điển Cambridge định nghĩa là nơi có quầy bar và nơi giải trí cho những người đã trả tiền để trở thành một thành viên.
Các câu lạc bộ xã hội thường được hình thành xung quanh một lợi ích chung, nghề nghiệp, hoặc các hoạt động như: Câu lạc bộ đại học, nghệ thuật, anime, từ thiện, đấu giá, câu lạc bộ sách, cờ vua, săn bắn, golf, đầu tư, khoa học, chính trị, học bổng cơ đốc, vv... nhưng hình thức của chúng chỉ đề cập đến ba loại câu lạc bộ xã hội riêng biệt là Câu lạc bộ quý ông, câu lạc bộ tư nhân hiện đại và hội huynh đệ.

## Tính pháp lý

### Anh và xứ Wales
Các câu lạc bộ ở Anh và xứ Wales không bị kiểm soát bởi hệ thống cấp phép cho đến khi Đạo luật Cấp phép năm 1902 được thông qua, hoặc ở Scotland cho đến khi Đạo luật Cấp phép (Scotland) 1903 được thông qua. Họ được thông qua chủ yếu để kiểm tra việc lạm dụng các "câu lạc bộ" được thành lập chỉ để bán rượu say không bị hạn chế bởi các điều khoản cấp phép, nhưng nó được áp dụng cho tất cả các loại câu lạc bộ ở Anh và xứ Wales.
Đạo luật này yêu cầu đăng ký mọi câu lạc bộ chiếm bất kỳ cơ sở nào thường được sử dụng cho mục đích của câu lạc bộ và trong đó rượu say được cung cấp cho các thành viên hoặc khách của họ. Thư ký của mọi câu lạc bộ được yêu cầu trả lại thư ký cho các thẩm phán của bộ phận chuyên trách nhỏ với thông tin này:
1. tên và đối tượng của câu lạc bộ
2. địa chỉ của câu lạc bộ
3. tên của thư ký
4. số lượng thành viên
5. nội quy của câu lạc bộ liên quan đến:
  1. bầu cử các thành viên và kết nạp các thành viên tạm thời, danh dự và khách mời
  2. các điều khoản đăng ký và phí vào cửa, nếu có
  3. chấm dứt tư cách thành viên
  4. giờ mở cửa và đóng cửa
  5. phương thức thay đổi các quy tắc

### Hoa Kỳ
Các câu lạc bộ xã hội và giải trí có thể được coi theo 501 (c)(7) được miễn thuế trong một số trường hợp nhất định.